# SO Romorantin

Bis 2010 gültiges Logo des SO Romorantin

Stade Olympique Romorantinais ist ein französischer Fußballverein aus Romorantin-Lanthenay, einer Kleinstadt im Département Loir-et-Cher, zwischen Blois und Bourges gelegen. 2015 benannte er sich nach der Landschaft, in der er beheimatet ist, in Sologne Olympique Romorantin um.
Gegründet wurde er 1930. Die Vereinsfarben sind Grün und Weiß; die Ligamannschaft spielt im Stade Jules-Ladoumègue, das eine Kapazität von 6.200 Plätzen aufweist. Vereinspräsident ist Michel Rebrioux; die erste Mannschaft wird derzeit von Xavier Dudoit trainiert. (Stand: Oktober 2010)

## Ligazugehörigkeit
Profistatus hat Romorantin noch nie besessen und auch nicht erstklassig (Division 1, seit 2002 in Ligue 1 umbenannt) gespielt; seit Anfang der 1990er Jahre hat er sich allerdings aus unteren regionalen Ligen bis in die National (D3) hochgearbeitet, aus der der Club jedoch 2008 abstieg. In der Saison 2013/14 tritt er im viertklassigen Championnat de France Amateur, der höchsten Amateurliga des Landes, an.

## Erfolge
- Französischer Meister: bisher Fehlanzeige
- Französischer Pokalsieger: bisher Fehlanzeige